# (7029) 1993 XT2
(7029) 1993 XT2 là một tiểu hành tinh nằm ở rìa ngoài của vành đai chính. Nó được phát hiện bởi Planet-Crossing Asteroid Survey ở Đài thiên văn Palomar ở Quận San Diego, California, ngày 14 tháng 12 năm 1993.